# سردره (سقز)
سردره(به کردی: سەردەرە، Serdere) روستایی از توابع بخش سرشیو شهرستان سقز است که در استان کردستان ایران قرار دارد.

## جمعیت
این روستا در دهستان ذوالفقار واقع شده و براساس سرشماری سال ۱۳۸۵، جمعیت آن ۳۵۵ نفر (۶۸ خانوار) بوده‌است.